# Salva Esquer
José Salvador Esquer Bisbal, también conocido como Salva Esquer, (Algemesí, Valencia, 8 de enero de 1969) es un exjugador de balonmano español. Fue ganador de una medalla de bronce con España en los Juegos Olímpicos de Atlanta 1996. Con la Selección de balonmano de España sumó un total de 81 partidos y 167 goles.